# Антонівка (Запорізький район)
Анто́нівка — село в Україні, Михайло-Лукашівської громади Запорізького району Запорізької області. До 2020 — центр Антонівської сільської ради. Населення - 346 осіб.

## Географія
Село Антонівка знаходиться на лівому березі у верхів'ях річки Солона, вище за течією на відстані 1 км розташоване село Новомиргородка. Поруч проходить автомобільна дорога Н15.
Село розташоване за 18 км від районного центру, за 43 км від обласного центру. Найближча залізнична станція — Вільнянськ (станція) — знаходиться за 18 км від села.

## Історія
Село утворилося в 1820-х роках і назване за ім’ям власника землі Антона Неїжмака.
7 (20) листопада 1917 року, відповідно до Третього Універсалу Української Центральної Ради, увійшло до складу Української Народної Республіки. 
Внаслідок поразки Перших визвольних змагань село увійшло до складу УСРР. В 1932—1933 селяни потерпають від Голодомору.
20 вересня 1943 року Антонівку визволено Червоною Армією в ході німецько-радянської війни. День села досі відзначається 20 вересня.
12 червня 2020 року, відповідно до розпорядження Кабінету Міністрів України № 713-р «Про визначення адміністративних центрів та затвердження територій територіальних громад Запорізької області», село увійшло до складу Михайло-Лукашівської сільської громади.
19 липня 2020 року, в результаті адміністративно-територіальної реформи та ліквідації Вільнянського району, село увійшло до складу новоутвореного Запорізького району.

## Населення

### Мова
Розподіл населення за рідною мовою за даними перепису 2001 року:
| Мова            | Кількість | Відсоток |
| --------------- | --------- | -------- |
| українська      | 321       | 92.77%   |
| російська       | 19        | 5.49%    |
| білоруська      | 3         | 0.87%    |
| вірменська      | 1         | 0.29%    |
| болгарська      | 1         | 0.29%    |
| інші/не вказали | 1         | 0.29%    |
| Усього          | 346       | 100%     |

## Сьогодення
В центрі села знаходиться братська могила вояків Червоної армії.
В селі працює загальноосвітня школа, будинок культури.
Антонівська сільська рада налічує 15 депутатів. З листопада 2010 сільську раду очолює сільський голова Кучеренко Надія Миколаївна.
Підприємства — «СВК Калініна», керівник Азізбекян Ашот Паргевович, ТОВ «Прогрес-Агро».